# Dombrance
Ne doit pas être confondu avec l'évêque Bertrand Lacombe.
Bertrand Lacombe, dit Dombrance, est  compositeur, producteur de musiques électroniques et guitariste français.

## Biographie
Il est originaire de Bordeaux où il commence le violoncelle à 6 ans et la guitare à 14 ans  avant de faire des études d'ingénieur du son. À partir de 2004, il devient producteur pour quelques artistes notamment CharlElie Couture. Il sort son premier album intitulé Dombrance en 2004. Il choisit ce nom de scène pour son projet solo en se référant à une anagramme de Bertrand Lacombe, Albert Dombrance. 

### Brooklyn
En 2006, il rejoint le groupe de pop Brooklyn en tant que guitariste quelques mois avant leur premier album. Il y restera jusqu'à la séparation du groupe en 2010.

### DBFC
À partir de 2013, il forme avec le mancunien David Shaw le groupe DBFC mélangeant guitare rock, dance psychédélique et électro.

### Carrière solo
Il fait ses débuts en solo sur scène en 2018, aux Rencontres trans musicales de Rennes. Son second album République Électronique, qui retrace les mandats des présidents de la Cinquième République et dont les clips sont coproduits par l'INA, sort en 2022. Il poursuit ce concept avec de nouveaux politiques dans l'EP Double Trouble en 2024.